# Un lundi trouble
Pour plus de détails, voir Fiche technique et Distribution.
Un lundi trouble (Stormy Monday) est un film britannique réalisé par Mike Figgis et sorti en 1988.
Le titre du film fait référence à la chanson du guitariste  T-Bone Walker intitulée Call It Stormy Monday (But Tuesday Is Just As Bad).

## Synopsis
Un promoteur américain veut réaménager le quartier portuaire de Newcastle. Le propriétaire du Key Club, une boîte de jazz, lui résiste.

## Fiche technique
- Réalisation : Mike Figgis
- Scénario : Mike Figgis
- Photographie : Roger Deakins
- Lieu de tournage : Angleterre
- Pays de production :  Royaume-Uni
- Costumes : Sandy Powell
- Musique : Mike Figgis
- Montage : David Martin
- Durée : 93 minutes
- Dates de sortie: 
  - New York 22 avril 1988
  - France : 5 octobre 1988
- Affiche : Jouineau Bourduge (France)

## Distribution
- Melanie Griffith (VF : Virginie Ledieu) : Kate
- Tommy Lee Jones (VF : Yves Rénier) : Francis Cosmo
- Sting (VF : François Marthouret) : Stephen Finney
- Sean Bean (VF : Lionel Henry) : Brendan
- Alison Steadman : La maire
- James Cosmo

## Nominations et récompenses
- Mention spéciale du jury pour Mike Figgis au Mystfest
- Meilleur premier film pour Mike Figgis aux European Film Awards[1]